# 信長貴富
信長 貴富 （のぶなが たかとみ、1971年5月16日 - ）は、日本の作曲家・編曲家。東京都出身（出生地は兵庫県西宮市）。

## 経歴
両親はともに広島県出身で、母親が広島市で被爆しており、信長本人は被爆2世。小学校に入る前に東京都へ移り住む。東京都立西高等学校では管弦楽部に入りトロンボーンを吹き、同じパートに後に指揮者になる菅野宏一郎がいた。1994年上智大学文学部教育学科卒業。世田谷区役所職員を経て1997年に作曲家として独立する。作曲は独学であり、ピアノ他音楽の専門教育を受けた経験もない。大学在学時より全日本合唱連盟の主催する「朝日作曲賞」に何度も入選しているほか、2001年、第70回日本音楽コンクール作曲部門（室内楽）にて2位を受賞している。合唱活動を長く続けていたこともあり、作品は合唱曲が大部分であるが歌曲や器楽曲にも積極的に取り組んでおり、ピアノ独奏のための「プレリュード」はピティナ・ピアノコンペティションの課題曲に選ばれている。
親しみやすい小品から、無調的な作品まで幅広い作風を持つ。ポップス的なリズム・和声を多用していることが特徴である。また、ヴォカリーズにおける「B.F.」や「B.O.」といった表記の採用や、いわゆる「三善アクセント」を好んで使う点、詩人の選択など、三善晃や鈴木輝昭から強く影響を受けている。2004年頃から作品が二分化し「難しい曲はとことん難しくて、歌いやすい曲はとことん歌いやすい」とされる。これについては「昔は1曲の中にいろんな要素を入れたいというのがあったのが、その頃から、曲集の中でスタイルを揃えるようなことを意識し始めたのかもしれない。」と信長は語っている。
ポップス作品の合唱編曲も積極的に手がけている。独立直後は「作曲の依頼なんてほとんどなくて、編曲ばかり」「カワイの早川さんに「（公務員を）辞めようと思うんですけど」と相談をしたら、生活を心配してくださったのか、ポップスのアレンジの仕事をやらせてもらうようになったんですね。だから98~99年頃に多いんです。自作曲は年1曲ペースだった時代ですね。」「当時市販されていた合唱のポップス・アレンジは、とりあえずコードとメロディがあればいいんでしょ的な、言っちゃ悪いけどいいかげんなものが多かったんですね。そのことに合唱人として問題意識を持っていて、自分ならこうやるという意欲を持って編曲に取り組んでいました。」という状態で始めた編曲であるが、「あの辺の作品群は素晴らしいですね。ポップス編曲の理想形。それでいて必ず信長色を感じます。」と高い評価を受けている。アレンジャーとしては高橋 直誠のペンネームを用いることもある。

## 代表作品

### 混声合唱
- 混声合唱曲「モビール」（平成元年度全日本合唱コンクール選択曲公募佳作）
- 混声合唱曲「もし鳥だったなら」（平成6年度朝日作曲賞）（1994年 - 2001年）
- 混声合唱曲「春愁三首」（平成7年度朝日作曲賞）
- 混声合唱とソプラノリコーダーのための「このあいだのかぜに」
- 混声合唱とピアノのための「新しい歌」（2000年） ISBN 978-4-7609-1269-8
  - 混声合唱とピアノのための「新しい歌」（2台ピアノ版）（2009年）
- 混声合唱とピアノのための「こいうた」（2000年）
- 混声合唱とピアノのための「春と修羅」（2002年） ISBN 978-4-2765-4493-2
- 混声合唱とピアノのための「初心のうた」（2002年、2005年） ISBN 978-4-2765-4492-5
- 混声合唱組曲「春のために」（2003年）
- 無伴奏混声合唱のための「カウボーイ・ポップ」（2004年） ISBN 978-4-2765-4495-6
- 混声合唱組曲「いまぼくに」（2004年）
- 寺山修司の詩による6つのうた「思い出すために」
- 混声合唱曲集「旅のかなたに」（2003年 - 2004年）
- 混声合唱組曲「世界は一冊の本」（2005年）
- 無伴奏混声合唱のための「Faraway」（2006年） ISBN 978-4-2765-4496-3
- 混声合唱とピアノのための「くちびるに歌を」
- 混声合唱曲「歩くうた」
- 混声合唱組曲「朝のリレー」（2006年）
- 混声合唱曲集「トンボとそら」
- 混声合唱組曲「ねがいごと」（2007年） ISBN 978-4-2765-4498-7
- 廃墟から 〜無伴奏混声合唱のために〜（2007年） ISBN 978-4-2765-4482-6
- 合唱のためのシアターピース「食卓一期一会」（2008年）
- 混声合唱曲集｢かなしみはあたらしい｣（2009年） ISBN 978-4-2765-4484-0
- 無伴奏混声合唱のための「ガルシア・ロルカ詩集」（2009年）
- 混声三部合唱とピアノのための「青いフォークロア」
- 混声合唱とピアノ連弾のために 組曲「スピリチュアルズ」
- 混声合唱曲集「風と笛と太陽」ISBN 978-4-7609-1297-1
- 無伴奏混声合唱のための「ルバイヤート」（2010年） ISBN 978-4-2765-4485-7
- 寺山修司の「新・餓鬼草紙」による2つの素描 - 混声合唱とピアノのために（2010年） ISBN 978-4-2765-4486-4
- 混声合唱曲「こころよ うたえ」（2011年）ISBN 978-4-7609-1314-5
- 混声合唱とピアノのための音画「銀河鉄道の夜」
- 覚和歌子の詩による混声合唱曲集「等圧線」（2012年）
- こどもとおとなのための合唱曲集「ゆずり葉の木の下で」（2012年） ISBN 978-4-2765-4479-6
- 無伴奏混声合唱小品集「雲は雲のままに流れ」（2007年） ISBN 978-4-2765-4499-4
- 混声合唱組曲「せんねん まんねん」
- 混声合唱のためのアカペラ・エンカ（2012年） ISBN 978-4-7609-2786-9
- 無伴奏混声合唱曲集「季節が僕を連れ去ったあとに」（2013年） ISBN 978-4-7609-1329-9
- 「誰にも聞こえぬ声で」（2025年）[5]

### 女声合唱・児童合唱
- 無伴奏女声合唱曲「斑雪」（平成6年度全日本合唱コンクール課題曲公募佳作）
- 無伴奏女声合唱曲「真夏の衝迫」
- 寺山修司の詩による6つのうた「思い出すために」
- 女声合唱とピアノのための「初心のうた」
- 無伴奏女声合唱のための「モニュメント」
- 女声合唱とピアノのための「空の名前」
- 童声合唱・トランペット・打楽器・ピアノのための合唱組曲「さようなら ピッピ」（2006年NHK東京児童合唱団初演）
- 女声合唱とピアノのための「蒼ざめた薔薇」
- 無伴奏女声合唱のための「風のこだま・歌のゆくえ」（2005年 - 2006年）
- 童声（女声）合唱のための「かんかん かくれんぼ」（2005年）
- 無伴奏女声合唱のための「万葉恋歌」（2006年）
- 無伴奏女声合唱のための「大地の歌」
- 女声合唱曲「世界で一番おいしいパンケーキ」（2005年）
- 童声合唱とピアノのための「リフレイン」
- 女声合唱とピアノのための「シング・ソング童謡集」
- 女声合唱曲集「ことのはの葉ずえで」
- 女声合唱とピアノのための「2つのムーヴメント」
- 合唱組曲「こころに地図をひらいたら」
- 女声合唱とピアノのための「くちびるに歌を」
- 無伴奏女声合唱曲集 「種子（たね）はさへづる」（2012年）
- 二部合唱のための6つのソング「うたうたう」（2012年）
- 無伴奏女声合唱のための小組曲「神々の母に捧げる詩(うた)」（2023年）

### 男声合唱
- 男声合唱とピアノのための「うたうべき詩」（平成11年度朝日作曲賞）（1999年）
- 男声合唱とピアノのための「新しい歌」（2000年）
  - 男声合唱とピアノのための「新しい歌」（2台ピアノ版）（2008年）
- 寺山修司の詩による6つのうた「思い出すために」
  - 寺山修司の詩による6つのうた「思い出すために」（男声4部版）（2015年）
- 無伴奏男声合唱のための「Voice」（2003年）
- 男声合唱とピアノのための「初心のうた」（2005年）
- 無伴奏男声合唱のための「カウボーイ・ポップ」（2005年）
- 男声合唱とパーカッションのための「饗宴の歌」
- 男声合唱曲「ラグビイ」
- 無伴奏男声合唱のための小組曲「見よ、かの蒼空に」（2007年）
- 男声合唱・ピアノ・パーカッションのための「起点」
- 男声合唱とピアノのための「くちびるに歌を」（2005年）
- 男声合唱とパーカッションのための「饗宴の歌」（2006年）
- 男声合唱とピアノのための「Fragments -特攻隊戦死者の手記による-」
- 男声合唱とピアノのための｢五つのモノローグ｣（2010年）
- 男声合唱とピアノのために「Samann（ゼーマン）―種を蒔く人―」（2011年）
- 男声合唱とピアノのための「わが詩友」（2011年）
- 無伴奏男声合唱曲集「じゆびれえしよん」（2012年）
- 二群の男声合唱とピアノのための「虹の木」（2012年）
- 男声合唱曲「こころよ うたえ」（2013年）
- 男声合唱曲「言葉は」（2014年）
- 男声合唱とピアノのための「帆を上げよ、高く」（2014年）
- 男声合唱曲「夜明けから日暮れまで」（2015年）
- 男声合唱曲「夕焼け」
- 無伴奏男声合唱のための Credo（2016年）

### NHK全国学校音楽コンクール課題曲
- 「『新しい人』に」（2004年度NHK全国学校音楽コンクール高等学校の部課題曲）
- 「虹」（編曲）作詞･作曲:森山直太朗･御徒町凧（2006年度NHK全国学校音楽コンクール中学校の部課題曲）
- 「青春譜」（2008年度NHK全国学校音楽コンクール高等学校の部課題曲）
- 「いまだよ」（2017年度NHK全国学校音楽コンクール小学校の部課題曲）
- 「鳥よ空へ」（2023年度NHK全国学校音楽コンクール高等学校の部課題曲）

### 合唱編曲
- 無伴奏混声・女声・男声合唱による日本名歌集「ノスタルジア」（1998年 - 2003年）
- 無伴奏混声合唱のための「7つの子ども歌」（2002年）
- 無伴奏同声（女声）合唱のための「7つの子ども歌」（2002年）
- 混声合唱のための「宮崎駿 アニメ映画音楽集」
- 男声合唱のための「宮崎駿 アニメ映画音楽集」（2004年）
- 男声合唱のための「宮崎駿 アニメ映画音楽集 第2集」（2007年）
- 無伴奏混声合唱のための「ノスタルジア II」
- 「コルシカ島の2つの歌」（混声版、女声版、男声版）
- 無伴奏混声合唱のための「アニソン・オールディーズ」（2009年）
- 無伴奏女声合唱による奄美島唄「うたつむぎ・おとつむぎ」
- 混声合唱とピアノのための「赤い鳥小鳥」-北原白秋童謡詩集-
- 女声合唱のための 「恋ものがたり」
- 混声合唱のための 「希望の轍」
- 混声合唱のための「アカペラ・エンカ」
- 混声合唱のための「傘がない 〜陽水セレクション〜」
- 群青（福島県南相馬市立小高中学校） - 混声4部合唱、混声3部合唱、同声2部合唱の編曲を手がけた。

### 歌曲
- 『信長貴富 歌曲集』（カワイ出版より出版）
  - 歌曲小品集
  - Fragments -特攻隊戦死者の手記による-
  - 寺山修司の9つの俳句による歌曲集「わが高校時代の犯罪」
- 寺山修司の詩による6つのうた「思い出すために」（2007年 カワイ出版)[注 2]
- 歌曲集「詩人の肖像」（2007年）
- 歌曲「ぼくの村は戦場だった」（2014年）

### 合唱、歌曲以外の作品
- リコーダー五重奏のための小品
- 「エレジアコ・エレキテル」 〜フルート・ヴィオラ・チェロのために〜（2008年）
- 「種を蒔く人」〜マリンバとピアノのために〜
- 「From Nowhere」〜フルート・マリンバ・ヴィブラフォンのために〜
- 二十五絃箏のための「滄曲」八重山の子守唄によるコンポジション（2013年）
- 「狐憑き」三味線とチェロのために（2004年）
- 「Wind Vane」フルート・チェロ・ピアノのために
- 「うた、ぜんまいじかけの。」二面の二十五絃箏のために（2006年）
- 「鬼の祭り」（2013年 / 弦楽四重奏と三味線)
- ピアノ独奏のための「プレリュード」
- こどものためのピアノ曲集「スタートダッシュ」（2015年）
- 「奏楽」混声合唱と吹奏楽のための（2016年）
- 「夢想する星型機関（ラジアル・エンジン）」吹奏楽のために（2018年）
- マリンバ協奏曲「混線するドルフィン・ソナー」（2018年）
- オペラ「ルドルフとイッパイアッテナ」（2022年）
- オペラ「山と海猫」（2022年）